# (10160) Totoro
(10160) Totoro (1994 YQ1) – planetoida z pasa głównego asteroid okrążająca Słońce w ciągu 3,72 lat w średniej odległości 2,4 j.a. Została odkryta 31 grudnia 1994 roku przez Takao Kobayashiego. Nazwa planetoidy pochodzi od imienia tytułowej postaci z filmu animowanego Mój sąsiad Totoro. 